# Ludwik Biskupski
Ludwik Biskupski (ur. 20 października 1906 w Adampolu, zm. 6 grudnia 1987 w Stambule) – historyk i działacz Polonii w Turcji. 

## Życiorys
Był synem wójta Adampola. Absolwent szkoły średniej w Stambule. Doktorat uzyskał w 1931 z literatury na Sorbonie w Paryżu. Został profesorem Uniwersytetu w Stambule. Wykładał też w Wyższej Szkole Inżynierskiej, Akademii Nauk Ekonomicznych i Handlu oraz Szkole Oficerskiej Kuleli. Był prezesem kolonii polskiej w Stambule. Odznaczony Orderem Polonia Restituta, Złotą Odznaką Orderu Zasługi PRL, watykańskim Krzyżem Kawalerskim Orderu św. Sylwestra i francuskim Orderem Palm Akademickich.

## Wybrane publikacje
- Un Institut français d'études supérieures orientales en Turquie, 1953.
- L'origine et l'historique de la representation officielle du Saint-Siège en Turquie (1204-1967), Istanbul: Ümit Basimevi 1968.
- L'Institut Français d'Etudes Byzantines et son activité scientifique et littéraire 1895-1970, Istanbul 1970[2].